# Люке (філософія життя)
Люке (дан. Lykke) — скандинавське слово-концепт, яке означає данську філософію життя. Останніми роками концепт люке застосовується на позначення специфіки данської культури. Поняття люке набуло поширення після публікації книги генерального директора Інституту дослідження щастя Данії Міка Вікінга «The Little Book of Lykke The Danish Search for the World's Happiest People».

## Зміст люке
Письменник та співробітник Інституту дослідження щастя Данії Мік Вікінг у книзі «The Little Book of Lykke The Danish Search for the World's Happiest People» розкриває концепт люке. Він окреслює специфічні риси данців, які дозволяють їм досягати люке.
- Розвинуте почуття спільності: ритуали «їжі та вогню», приймання їжі в затишному колі родини та друзів, дружба із сусідами, система спільного проживання (bofællesskab).
- Культура використовування матеріальних благ відкладання коштів на «рахунок щастя», приурочення великих покупок до приємних подій, купування вражень, а не речей, використовування недорогих джерел духовного задоволення, насолода від самого процесу досягнення матеріальних цілей.
- Адекватне ставлення до здоров'я: практикування сінрін-йоку («лісові ванни»), харчування за правилами хюґе (дозволяються солодощі в великих кількостях), увага до психологічного здоров'я, пересування містом велосипедом, запровадження днів піших прогулянок.
- Прагнення до свободи: баланс між роботою та відпочинком, «вільне» підприємництво замість класичного, не стресовість як пріоритетний параметр у виборі роботи.
- Довіра при комунікації з людьми: створення духу рівності та взаємоповаги в робочому середовищі, емпатичність, порядність у ставленні до інших.
- Доброта у стосунках з оточенням: святкування Всесвітнього дня доброти, волонтерство, дрібні спонтанні добрі справи (random acts of kindness).[2]

## Етимологія
Слово «люке» походить від середньонижньонімецького lücke, gelücke. У свою чергу, gelücke раніше використовувалося на позначення фортуни, гарної долі. Слово вперше з'явилося в 12 столітті та почало поширюватися з Рейну завдяки розвитку куртуазно-лицарської культурі. Спочатку воно використовувалося в контексті лицарських змагань, позначаючи долю, майстерність, гарну чи погану розв'язку події. Пізніше слово вийшло із вузького ужитку і набуває значення «стану сильного внутрішнього задоволення і радості».

## Використання
Данською і норвезькими мовами слово означає «почуття глибокої радості та великого задоволення ситуацією, в якій людина живе», «досвід або явище, що викликає це почуття» (почуття щастя), «гарну долю». Люке характеризується розмаїттям значень. Полісемія люке виходить із чотирьох фаз семантичної революції. Дослідниця Карстен Левісен визначила чотири фази сематичної революції люке.
Історичні концепції люке.
1. Люке у значенні «гарна доля»
2. Люке у значенні «успіх, фарт»

Сучасні концепції люке.
1. Люке «повсякденного благополуччя»
2. Люке «вкрай позитивних емоцій»

Люке «повсякденного благополуччя» відноситься до 20-21 століття та є культурним здобутком Данії. Люке «екстремально позитивних емоцій» старіше та семантично пов'язане із німецьким концептом Glük та іншими концепціями успіху, розповсюдженими в континентальній Європі.